# Ван Вет
Ван Вет (кхмер. វ៉ន វេត; настоящее имя — Сок Туок; 1934, провинция Сиемреап, Французский Индокитай — 1978, Пномпень, Камбоджа) — камбоджийский революционер и политический деятель режима «красных кхмеров», член ЦК Коммунистической партии Кампучии (КПК). В правительстве Демократической Кампучии занимал должность вице-премьера, а также являлся министром промышленности, транспорта и рыболовства. В 1978 году был арестован по обвинению в «предательстве» и заключен в концлагерь S-21, где впоследствии был убит. Также по личному приказу Пол Пота были убиты его жена и дочь.

## Биография
Ван Вет родился в 1934 году в провинции Сиемреап в семье фермера. В 1953 году он присоединился к студенческому движению за независимость Камбоджи. Вскоре после этого он бросил учёбу и в июле того же года присоединился к партизанам из Кхмер Иссарак. В 1959 году он стал членом парткома в Пномпене, с 1962 года — секретарь партийной ячейки КПК в Пномпене, а в 1963 вошел Центральный Комитет. После переворота в стране и прихода к власти Лон Нола, в начале 1971 года, Вет получил от патрии поручение создать в столице «особую зону». Вет был одним из членов делегации «красных кхмеров», посещавшей в 1977 году Пекин и Пхеньян. Однако вскоре после возвращения в страну он был обвинен в «провьетнамских симпатиях» и «предательстве». 2 ноября 1978 Ван Вет был арестован и заключен в «Тюрьму безопасности 21» (S-21), где в ходе допросов признался, что действовал «в ущерб интересам революции», якобы сотрудничал с ЦРУ, а также проводил проамериканскую и провьетнамскую пропаганду. Ван Вет был приговорен к смерти и убит в конце того же года.